# 강상희
강상희(姜常熙, 1998년 3월 7일~)는 대한민국의 축구 선수로, 포지션은 수비수이다. 현재 서울중랑축구단 소속이다.

## 어린 시절
상남초 시절은 빠른 스피드를 활용한 공격수로서 활동하며 초등리그에서 맹활약 했다.FC 서울의 U-15팀인 오산중학교와 U-18팀인 오산고등학교를 거치고 선문대학교 축구부에 입단하며 주장으로 활약했다.

## 국가대표팀 경력
2020 시즌을 앞두고 FC 서울에 입단하였다.

## 수상 내역

### 대회 기록
창원상남초등학교 (2007 ~ 2010)
- 전국 초등 축구리그 경남권 ● 준우승: 2009
- 전국 초등 축구리그 경남권 ● 우승: 2010

선문대학교 (2017 ~ 2019)
- 추계대학축구연맹전 ● 준우승: 2019
- U리그 7권역 ● 준우승: 2019
- 대학 축구 왕중왕전 ● 3위: 2019

### 개인 수상
- 전국 초등 축구리그 경남권 득점왕: 2009
- 전국 초등 축구리그 경남권 득점왕: 2010
- 전국 초등 축구리그 경남권 우수선수상: 2010[3]
- 차범근 축구상 장려상: 2011[4]

## 참고 자료
- 상남초 남민호 감독-강상희
- 경남중부리그 리뷰. 강상희 원맨쇼 창원상남초' 마창진유소년FC 12-0으로 대파
- '은사' 안익수와 재회한 강상희, "목표는 파이널B 정상"